# أنخيل غوميز
أنخيل غوميز (بالإسبانية: Ángel Gómez «Litu») ولد بتاريخ 13 مايو 1981 في إسبانيا، هو دراج إسباني في صنف سباق الدراجات على الطريق.

## روابط خارجية
- أنخيل غوميز على موقع أرشيف الدراجات (الإنجليزية)
- أنخيل غوميز على موقع إحصائيات الدراجات الإحترافية (الإنجليزية)
- أنخيل غوميز على موقع نسبة الدراجات (الإنجليزية)
- أنخيل غوميز على موقع CycleBase (الإنجليزية)